# Inamba-jima
Inamba-jima (jap. 藺灘波島) ist eine kleine, unbewohnte Felsinsel vulkanischen Ursprungs im Pazifischen Ozean. Sie liegt zwischen Mikura-jima und Hachijō-jima der japanischen Izu-Inseln.

## Verwaltung
Wie die gesamte Inselkette der Izu-Inseln gehört Inamba-jima administrativ zur Präfektur Tokio. Die Insel selbst gehört wiederum zur Unterpräfektur Miyake, die von Miyake-jima aus verwaltet wird und auf der untersten Ebene zur Gemeinde Mikurajima, die von der Insel Mikura-jima aus verwaltet wird (35 km nordöstlich von Inamba-jima).

## Geographie
Inamba-jima liegt 220 km südlich von Tokio sowie 35 km südwestlich der benachbarten Insel Mikura-jima. Die nächstgelegene Insel weiter südlich in der Inselkette ist Hachijō-jima, welches 70 km südöstlich liegt. Die überwiegend aus Andesit bestehende Insel weist eine Fläche von etwa 5000 m² (0,005 km²) auf und erreicht eine Höhe von 74 m über dem Meer.